# Alejandro Rodríguez Medina
Alejandro Rodríguez Medina (Balleza, Chihuahua 3 de junio de 1896-Chihuahua, 7 de enero de 2003) fue un militar, con el grado de coronel, mexicano con idealismo villista que participó en la Revolución mexicana. 
Se incorporó a la División del Norte en 1914, cuando solo tenía 18 años. Participó en la toma de la ciudad de Parral, siendo de los primeros en entrar a la plaza. El cineasta Francesco Taboada entrevistó a Rodríguez Medina antes de su muerte en el asilo Bocado del Pobre en la ciudad de Chihuahua. Fue el último coronel del Ejército Villista. 